# Contratenor

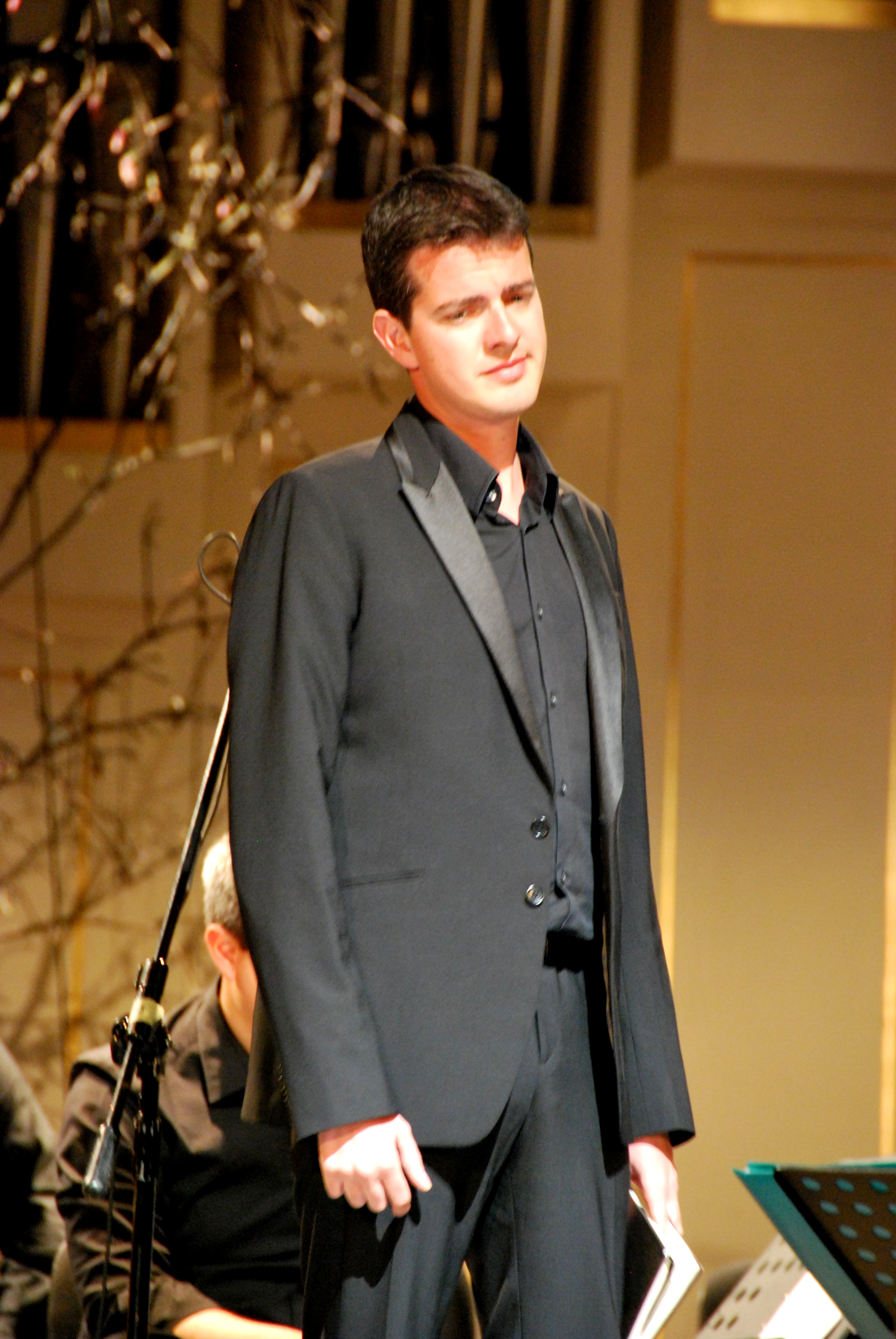
Un gran referente de esta voz es Philippe Jaroussky.

El contratenor es la voz masculina más aguda en particular como una resonancia artificial, con notas más amplias y altas cantadas por un hombre en voz de cabeza y falsete no aireado, usando la vibración de una parte de los pliegues vocales basada en la resonancia de la cabeza y no a través de su voz de pecho o su falsete. Muy pocos contratenores pueden llegar a repertorios de soprano pero su voz se asemeja a la voz tanto de un niño como de una mujer.
En la Antigüedad, los castrati eran hombres a quienes se castraba antes de llegar a la pubertad para conservar su voz aguda infantil. Debido a las controversias que esto provocaba, la práctica terminó por prohibirse y, por tanto, los contratenores asumieron el rol de los castrati a partir de la ópera barroca.

## Extensión y tesitura
No se considera que el contratenor tenga tesitura precisa en el piano, puesto que se trata de un hombre que puede llegar a notas altas de los registros femeninos con su voz de cabeza (no falsete).
Tesitura de piano inicial. 
Inicio C4 y el C6 considerando el C4 como el C central del piano; fin de la tesitura (contratenor). La mayoría tiene un registro muy amplio y pueden llegar a notas altas (agudas). Solo algunos pueden llegar a la tesitura de la soprano.
Tesitura inicial de piano contratenor (soprano). 
Inicia F4‑F6 fin de la tesitura (contratenor/sopranista). La voz natural de cabeza de un sopranista es versátil y puede descender hasta el C#3. Muchos sopranistas pueden alcanzar las notas coloratura de las sopranos femeninas e incluso más. La extensión se sitúa, por tanto, encima de la del tenor (masculina) y coincide con la de la contralto (femenina), pero el timbre de uno y otra son claramente distintos.

## Terminología
El término contratenor puede ser equívoco, pues designa un tipo concreto de voz, pero a su vez puede referirse a una parte musical de registro medio-agudo, generalmente confiado a este tipo de voz. Asimismo, los términos contralto, alto o altus se emplean como sinónimos de contratenor, si bien estos tres últimos se refieren indistintamente a hombre o mujer que canta en esa tesitura, así como a la parte musical.
En las obras compuestas hasta el siglo XV es frecuente ver el término asociado a la parte más grave de la música (contratenor, bajo el contratenor).

## Historia
El empleo de la voz de contratenor y el uso de su voz de cabeza se remontan varios siglos en la historia de Occidente. Con el nacimiento de la polifonía en los siglos XII y XIII sabemos de su uso, que se perpetúa hasta el siglo XVIII en las composiciones polifónicas. A este tipo de voz se le encomiendan las partes más agudas (generalmente «alto» y ocasionalmente «superius», «cantus» o, en la península ibérica, «doble»).
Con el nacimiento de la voz solista, el canto acompañado y el desarrollo de la música barroca desde comienzos del siglo XVII, a este tipo de voz se le dará mucha notoriedad, escribiéndose para ella innumerable repertorio solista. Con la llegada del clasicismo en la segunda mitad del siglo XVIII, se verá desplazada por el gusto del nuevo público y de los compositores.
En el siglo XX renace el interés por esta voz y también por la interpretación histórica de la música antigua. El hombre que renovó su popularidad fue Alfred Deller. Deller inició su carrera cantando piezas para contratenor en música barroca en los años cincuenta, y con el tiempo fue ganando fama. Desde entonces, se ha incrementado significativamente el número de contratenores que han hecho carrera en el mundo operístico y en los estudios de grabación.
Los contratenores son empleados actualmente con mayor frecuencia en óperas barrocas que contienen partes escritas originalmente para castratos en tesituras admisibles para su registro vocal (aunque a veces las obras se modifican para adaptarse a la extensión del contratenor)

## Tipo de contratenor

### Contratenor soprano
Son voces claras y ligeras, con frecuencia alcanzan notas muy elevadas, incluso el si5 o el do6, y perfilan con habilidad las agilidades. Tienen sin duda una especial disposición de naturaleza, para emitir esas sonoridades singularmente agudas, puede ser que por una suerte de atrofia de la laringe, lo que determina que sean individuos que tienen, incluso hablando, voz de mujer. Pero en caso contrario, si al hablar emiten un timbre varonil, está claro que ese colorido femenino que obtienen al cantar, deriva de un tratamiento muy específico de su técnica. Dominique Visse, de canto intimista, y Aris Christofellis, más estentóreo y forzado, son ejemplos de esta voz. Muchos consideran también soprano al joven francés  Philippe Jaroussky y a Andreas Scholl, aunque la tesitura de sus voces se aproxima a la de una mezzosoprano. Aunque también está Dimash Kudaiberguen, un cantante kazajo que tiene una tesitura amplia, el puede llegar fácilmente a un E6 de soprano usando la técnica de flageolet

### Contratenor mezzosoprano
Contratenor de repertorio mezzosoprano, pertenecer a esta tesitura de tener una voz de cabeza medio aguda, para el que porta la voz del contratenor puede pertenecer a la voz de la mezzosoprano, hay más mezzos dentro de esta voz que altos y sopranos, aquí algunos posen el repertorio de mezzosoprano como Paul Esswood, James Bowman, Andreas Scholl, Brian Asawa,  David Daniels, Alfred Deller.
La tesitura del mezzosoprano se extiende desde un la3 hasta fa5 también dependiendo de tu registro medio agudo(de cabeza).

### Contratenor contralto
De timbre equivalente al de la contralto femenina. Como es lógico, explota la parte más grave de su voz de cabeza y, en la zona más abisal, el registro de pecho. René Jacobs, hoy en labores de dirección, pertenece a esta clase. Los más graves podrían ser confundidos con los tenores altinos o contraltinos. Pero su técnica es la misma que la de todos. El español Carlos Mena puede incluirse en este tipo, que algunos consideran el contratenor por excelencia y que habitualmente tiene, al hablar, voz de tenor; mientras, en sentido inverso, los contratenores más agudos, incluso los sopranistas, pueden, en la locución, tener timbres más oscuros (Farinelli era un castrato).

## Repertorio
Hoy, gran parte del repertorio cantado por un contratenor estuvo originariamente escrito para castrati. Algunos de los más destacados papeles de contratenor incluyen:

### Roles operísticos
| Personaje                       | Ópera                           | Año  |
| ------------------------------- | ------------------------------- | ---- |
| La Natura                       | La Calisto                      | 1651 |
| Endimione                       | La Calisto                      | 1651 |
| Satirino                        | La Calisto                      | 1651 |
| Hechicera                       | Dido y Eneas                    | 1688 |
| Espíritu, en forma de Mercurio  | Dido y Eneas                    | 1688 |
| Rinaldo                         | Rinaldo                         | 1711 |
| Eustazio                        | Rinaldo                         | 1711 |
| Giulio Cesare                   | Giulio Cesare                   | 1724 |
| Tolomeo                         | Giulio Cesare                   | 1724 |
| Nireno                          | Giulio Cesare                   | 1724 |
| Bertarido                       | Rodelinda                       | 1725 |
| Serse                           | Serse                           | 1738 |
| Orfeo                           | Orfeo ed Euridice               | 1762 |
| Príncipe Orlofsky               | Die Fledermaus                  | 1874 |
| Nicklausse                      | Los cuentos de Hoffmann         | 1881 |
| Oberon                          | El sueño de una noche de verano | 1960 |
| Voz de Apolo                    | Muerte en Venecia               | 1973 |
| Go-Go, príncipe de Breughelland | El gran macabro                 | 1978 |
| Akhnaten                        | Akhnaten                        | 1983 |
| El refugiado                    | Flight                          | 1998 |
| Trinculo                        | The Tempest                     | 2004 |

### Arias famosas
| Aria                                   | Personaje  | Opera/Oratorio/Ciclo de canciones |
| -------------------------------------- | ---------- | --------------------------------- |
| Cara sposa, amante cara                | Rinaldo    | Rinaldo                           |
| Lascia ch'io pianga                    | Almirena   | Rinaldo                           |
| Or la tromba                           | Rinaldo    | Rinaldo                           |
| Venti, turbini, prestate               | Rinaldo    | Rinaldo                           |
| Ombra mai fu                           | Serse      | Serse                             |
| Chiamo il mio ben così                 | Orfeo      | Orfeo ed Euridice                 |
| Che farò senza Euridice                | Orfeo      | Orfeo ed Euridice                 |
| Alleluja                               |            | Exsultate, jubilate               |
| Belle nuit, ô nuit d'amour (barcarola) | Nicklausse | Los cuentos de Hoffmann           |